# Sorin Ovidiu Vântu
Sorin Ovidiu Vântu (n. 23 noiembrie 1955, Sagna, regiunea Bacău, România) este un om de afaceri cunoscut publicului ca proprietar al trustului media Realitatea-Cațavencu și prin scandalul FNI. Revista Capital l-a poziționat pe locul 3 în topul celor mai bogați oameni din România din anul 2008, cu o avere estimată la 800 milioane euro. O mare parte a copilăriei și tinereții a locuit în Roman.

## Trustul Realitatea-Cațavencu
Vântu deține grupul media Realitatea-Cațavencu, care a cuprins, în cea mai extinsă formă, radiourile Guerrilla, Realitatea FM, Gold și Alpha, revistele Academia Cațavencu, Tabu, SuperBebe, Idei în Dialog, Antena 1 24Fun, Jadore, Psihologia Azi, Aventuri la Pescuit, ziarele Cotidianul și Business Standard, televiziunile Realitatea TV, Realitatea Plus, Money Channel TV, Telesport, Romantica și agenția de presă NewsIn.
Începând din 2009, criza a atins multe dintre componentele grupului. Cotidienele Business Standard și Cotidianul s-au închis în versiunea tipărită în decembrie 2009. Cațavencu SA, compania care desfășura o parte din operațiunile de print, a intrat în faliment în iulie 2010.
În 2012, trustul Realitatea-Cațavencu cuprinde televiziunile Realitatea TV și Money Channel, precum și radioul Guerrilla, restul fiind fie închise (Realitatea FM, Alpha, Cotidianul, Business Standard, NewsIn), fie vândute (Academia Cațavencu, Tabu, Superbebe, Aventuri la Pescuit).

## Alte afaceri
Alte interese ale omului de afaceri sunt neclare, acesta preferând să își conducă afacerile prin interpuși, cu ajutorul off-shore-urilor aflate în Cipru și a unor oameni de afaceri din Republica Moldova (cel mai frecvent fiind cetățeanul moldoveano-american Vitalie Dobândă). Printre acestea se numără Petrom și câteva agenții de turism.
De asemenea, presa a scris în repetate rânduri că ar deține compania de brokeraj GM Invest, deși nu există informații oficiale în acest sens. Vântu a afirmat, în repetate rânduri, că este speculant financiar, fără a se preocupa de alte tipuri de business-uri. Unul dintre ele, cel de media, a fost însă obligat să și-l asume după ce negase că deține Realitatea TV în repetate rânduri.
SOV a deținut și Banca Română de Scont (BRS) și Banca de Investiții și Dezvoltare (BID).
Sorin Ovidiu Vântu a deținut multă vreme 15% din Omniasig, una dintre cele mai mari companii de asigurări din România. Vântu a devenit acționar la Omniasig încă de la început, când Bancorex a preluat o societate de asigurări, Mondragon, în 1994, pentru a construi o companie de asigurări și a ieșit din companie în 2002, când acțiunile sale au fost preluate de fondul de investiții israelian TBIH și Constantin Toma, directorul general de atunci al companiei, în funcție și astăzi (septembrie 2010).
Despre compania Delta Asigurări s-a spus că a fost deținută și aceasta de SOV.

## FNI
Vântu a devenit cunoscut publicului român odată cu prăbușirea Fondului Național de Investiții (FNI), un fond fără o bază solidă de experți și investiții, în care între 200 și 300 de mii de români își depuseseră economiile, atrași de șansele mari de câștig. Fondul Național de Investiții s-a dovedit a avea o structură de tip piramidal (Ponzi), la câtăva vreme după apariție. Profitul primilor depunători, în ordine cronologică, era asigurat nu de randamentul plasamentelor din Fond, ci de banii depuși de următorii depunători. Cu puțin înainte de prăbușire, în anul 2000, Vântu a retras din Fond mari sume de bani și i-a vândut compania care administra Fondul, Gelsor, Ioanei Maria Vlas, care a devenit ulterior răspunzătoare de prăbușirea FNI.
După 5 ani de procese, Vântu a fost condamnat la 3 ani cu suspendare, dar faptele au fost prescrise. Ioana Maria Vlas, președinta FNI pe 13 octombrie 2005 a fost condamnată la 20 de ani de închisoare în cazul FNI, dar a fost eliberată în aprilie 2008. Pe data de 4 iunie 2009, Înalta Curte de Casație și Justiție a condamnat-o pe Ioana Maria Vlas la 10 ani de închisoare în dosarul FNI, fiind pusă în libertate, pe 20 octombrie 2010, printr-o hotărâre definitivă a tribunalului Prahova.

## Prima apariție în massmedia
Prima apariție televizată a lui Vântu a survenit pe 7 ianuarie 2002 la emisiunea Marius Tucă Show. Ziaristul Marius Tucă a fost acuzat că a înregistrat emisiunea cu câteva zile înainte de difuzare, deoarece detalii ale discuției celor doi au apărut în presă. La ora de difuzare a emisiunii, Tucă și Vântu au apărut într-un studio improvizat, într-un loc care nu a fost făcut public niciodată.

## Gândul, Dinescu și Cristian Tudor Popescu
În ianuarie 2007, Cristian Sima, fost președinte al Bursei de Valori București și acționar cu 10% la hotnews.ro, a declarat într-un interviu că ziarul Gândul a fost făcut cu banii lui Vântu.  Ziariștii demisionari de la Adevărul, în frunte cu Cristian Tudor Popescu, au creat ziarul Gândul, cu ajutorul poetului Mircea Dinescu, care a investit 1 milion de euro în ziar, bani care ar fi provenit de la Vântu. Cristian Tudor Popescu a devenit realizator la Realitatea TV, poziție din care a câștigat sume însemnate de bani. Câțiva ani mai târziu după asumarea televiziunii, Popescu a declarat că nu poate realiza emisiuni la televiziunea unui personaj atât de controversat și și-a dat demisia.

## Colaborare cu fosta Securitate
În timp ce executa la penitenciarul Bacău o pedeapsă de 5 ani închisoare pentru delapidare, Vântu se pare că a semnat un angajament de informator cu fosta Securitate în 1983, cu numele conspirativ „Nuș”, dosarul figurând ca închis în 1988.

## Controverse
Pe 9 septembrie 2010, Vântu a primit ordonanță de reținere pentru 24 de ore. În data de 10 septembrie 2010, la scurt timp după ce fusese reținut pentru 24h, Vântu a fost arestat preventiv pentru 29 de zile. El este acuzat de către procurori că ar fi ajutat cu bani infractorul Nicolae Popa (favorizarea infractorului). Vântu a fost eliberat din arest o săptămână mai târziu în urma unei contestații depuse de avocații săi pentru vicii de procedură. 2 din cele 3 judecătoare din completul de judecată de la Curtea de Apel au aprobat acest recurs.
Pe 20 aprilie 2011 a fost reținut 24 de ore pentru acuzația de șantaj. Pe 21 iunie 2012, Vântu a fost condamnat definitiv de judecătorii Curții de Apel București la un an de închisoare în dosarul în care a fost acuzat de șantaj la partenerul său de afaceri, Sebastian Ghiță. Pe 24 ianuarie 2014, Sorin Ovidiu Vântu a fost condamnat definitiv de Înalta Curte de Casație și Justiție la doi ani de închisoare cu executare în dosarul favorizării lui Nicolae Popa, condamnat în 2006 în legătură cu prăbușirea FNI.
Pe 22 iulie 2016 Curtea de Apel București l-a condamnat definitiv pe Vântu la 6 ani și 2 luni de închisoare cu executare în dosarul Petromservice.
Pe 21 februarie 2016, acesta a fost condamnat definitiv de Curtea de Apel București la 8 ani de închisoare cu executare în dosarul devalizării Fondului Național de Investiții (FNI).

## Anecdote
Agenția Tempo este cea care a creat celebrele spoturi video „Dormi liniștit, FNI veghează pentru tine” pentru FNI.
Vântu este cunoscut ca un „proprietar de oameni”, un patron foarte generos care își leagă angajații de contracte foarte drastice și foarte bine plătite. În iunie 2010, ziarul „Curentul” publica un serial numit „Rețeaua lui Vântu”, care dezvăluia plățile pe care Realitatea Media, compania deținută de omul de afaceri, le făcuse pe numele unor cunoscuți ziariști și analiști. Printre aceștia se numără Dan Cristian Turturică, Ruxandra Săraru, Ion M. Ioniță, Grigore Cartianu, Corina Drăgotescu, Cornel Nistorescu, Adrian Ursu, Oana Stancu, Alex Stoenescu și o serie întreagă de alți jurnaliști și lideri de opinie. Valoarea contractelor varia între câteva sute de RON și câteva sute de euro.